# Walls of Jericho (álbum)
Walls of Jericho es el primer álbum de larga duración de la banda de power metal Helloween. El álbum fue publicado el 18 de noviembre de 1985 y jugó un rol importante como álbum pionero del power metal. En la reedición de 1988 y posteriores, el EP debut homónimo, el sencillo Judas y su contribución en el EP colectivo "Death Metal” (Oernst of Life), fueron añadidos a Walls Of Jericho, convirtiéndose así esas ediciones en una compilación de los primeros trabajos de la banda.

## Lista de canciones
1. "Walls Of Jericho" (Weikath/Hansen) – 0:53
2. "Ride The Sky" (Hansen) – 5:54
3. "Reptile" (Weikath) – 3:45
4. "Guardians" (Weikath) – 4:20
5. "Phantoms Of Death" (Hansen) – 6:33
6. "Metal Invaders" (Hansen) – 4:08
7. "Gorgar" (Hansen/Weikath) – 3:57
8. "Heavy Metal (Is The Law)" (Hansen/Weikath) – 4:08
9. "How Many Tears" (Weikath) – 7:11

Nota: "Walls of Jericho" es una interpretación orquestal de la canción tradicional "London bridge is falling down" (o, siendo a su vez una versión de la anterior, de “The Silver Shamrock Commercial” de la película Halloween 3).

## Lista de canciones de la edición expandida (disco 1)
1. "Starlight" (Weikath/Hansen) – 5:17
2. "Murderer" (Hansen) – 4:26
3. "Warrior" (Hansen) – 4:00
4. "Victim Of Fate" (Hansen) – 6:37
5. "Cry For Freedom" (Weikath/Hansen) – 6:02
6. "Walls Of Jericho" (Weikath/Hansen) – 0:53
7. "Ride The Sky" (Hansen) – 5:54
8. "Reptile" (Weikath) – 3:45
9. "Guardians" (Weikath) – 4:20
10. "Phantoms Of Death" (Hansen) – 6:33
11. "Metal Invaders" (Hansen) – 4:08
12. "Gorgar" (Hansen/Weikath) – 3:57
13. "Heavy Metal (Is The Law)" (Hansen/Weikath) – 4:08
14. "How Many Tears" (Weikath) – 7:11
15. "Judas (Hansen) – 4:38

## Lista de canciones de la edición expandida (disco 2)
1. "Murderer" (remix) – 4:34
2. "Ride the Sky" (remix) – 6:45
3. "Intro / Ride the Sky" (live) – 7:16
4. "Guardians" (live) – 4:26
5. "Oernst of Life" – 4:46
6. "Metal Invaders" (1984) – 4:36
7. "Surprise Track" (Short version) – 2:00

## Integrantes
- Kai Hansen – guitarra, vocalista
- Michael Weikath – guitarra, cover concept
- Markus Grosskopf – Bajo
- Ingo Schwichtenberg – Batería

- James Hardaway – Emulator II

- Grabado y mezclado entre septiembre y octubre de 1985 en Musiclab Studio, Berlín, Alemania
- Producido y mezclado por Harris Johns

- Edda and Uwe Karczewski – Diseño de la portada
- Peter Vahlefeld – layout, tipografía